# Ruth Millikan
Pour les articles homonymes, voir Millikan.
Ruth Garrett Millikan (née en 1933) est une philosophe américaine. Spécialiste en philosophie de la biologie, philosophie de la psychologie et philosophie du langage, elle a été distinguée en 2002 par le prix Jean-Nicod et en 2017 par le prix Schock.
Ruth Millikan a obtenu son PhD à l'université Yale après avoir effectué des recherches sous la direction de Wilfrid Sellars. Elle et Paul Churchland sont souvent décrits comme les principaux défenseurs du « sellarsianisme de droite » (c'est-à-dire individualiste). L'approche théorique caractéristique de Millikan, la biosémantique, vise à rendre compte des phénomènes sémantiques par le biais d'explications évolutionnistes.
Ruth Millikan a enseigné à l'université de Michigan, ainsi qu'à l'université de Connecticut, où elle est à présent professeur émérite.